# Alan Bullock
Pour les articles homonymes, voir Bullock.
Alan Bullock (13 décembre 1914, Trowbridge, Angleterre - 2 février 2004, Oxford) est un historien britannique. 

## Biographie
Alan Bullock est notamment l'auteur d'une biographie de Hitler, Hitler: A Study in Tyranny, publiée en 1952 et basée sur des retranscriptions du procès de Nuremberg.
Il est également l'auteur d'une vaste synthèse intitulée Hitler et Staline, préface de Marc Ferro (Éditions Albin Michel SA/Robert Laffont, 2 volumes, 1994).
Il est fait chevalier en 1972, puis créé pair à vie en 1976 en tant que baron Bullock, de Leafield dans le comté d'Oxford.